# Constantin Baicu
Constantin Baicu (n. 1865, Streisângeorgiu, Comitatul Hunedoara, Regatul Ungariei – d. 1945, Orăștie, Regatul României) a fost delegat al Reuniunii învățătorilor din comitatul Hunedoara la Marea Adunare Națională de la Alba Iulia din 1 decembrie 1918.

## Biografie
A urmat, Școala primară, Liceul la Orăștie, Pedagogia și Teologia la Sibiu.
Învățător la Orăștie, unde desfășoară o bogată activitate pe plan cultural și național. Între anii 1891-1929 a fost președintele Asociației învățătorilor români din județul Hunedoara.